# Leopold Brandis

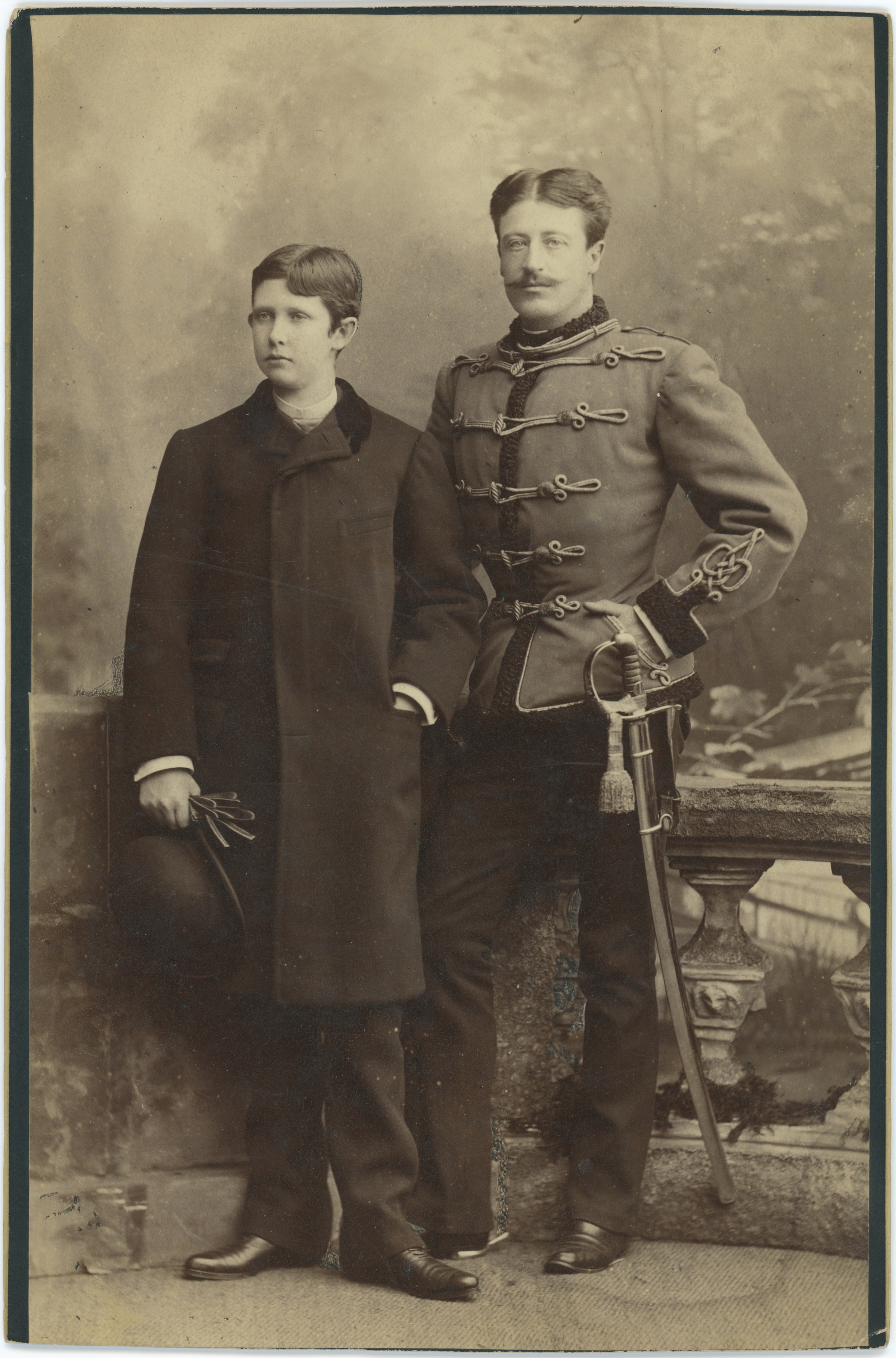
Arcivévoda Ferdinand Karel, s jedním ze svých vychovatelů Leopoldem Brandisem (1854–1928) polovina 80. let 19. století (SOkA Praha-venkov)

Leopold Maria Ferdinand Leonhard hrabě Brandis (3. ledna 1854 Maribor – 12. září 1928 Řitka) byl rakouský šlechtic a důstojník z rodu Brandisů. Byl otcem jediné ženské vítězky Velké pardubické, Marie Immaculaty Brandisové.

## Život
Narodil se jako prvorozený syn Heinricha Brandise a jeho manželky Barbory Kinské, sestry Oktaviána Josefa Kinského. Měl dvě starší sestry a mladší bratra Josefa, který zemřel v dětství.
V mládí působil jako vychovatel ve Vídni. Později v rakousko-uherské armádě dosáhl hodnosti podplukovníka husarů v záloze. V roce 1887 se oženil s Johannou von Schäffer s niž měl devět dětí. První tři děti se narodily na Schäfferském panství v Úmoníně u Kutné Hory. Ostatní děti se narodily na zámku panství v Řitce, které Johanna dostala věnem. K zámku dostala i několik okolních lesů, rybníků, luk, dva statky, zdejší pivovar a lihovar. 
V roce 1908 nechal postavit v lese nad zámkem kapličku se sochou sv. Antonína z Padovy.
V roce 1927 ovdověl. Zemřel 12. září 1928 na rakovinu konečníku. O tři dny později byl pochován do nově zbudované rodinné hrobky, kam byli přeneseny i pozůstatky rodinných příslušníků ze hřbitova u kostela v Líšnici.

## Děti
- Marie Terezie (22. září 1888 Úmonín – 25. prosince 1971 Reiteregg), sňatek 22. září 1921, Řitka, manžel Leopold svobodný pán Haan (26. června 1885 Graz – 6. března 1976 Reiteregg)
- Gabriela (3. ledna 1890 Úmonín – 5. ledna 1970 Niederberg)
- Leopold (6. srpna 1892 Úmonín – 22. června 1906 Řitka)
- Mikuláš (23. prosince 1893 Úmonín – 1917 Roveretto)
- Marie Immakulata (26. června 1895 Úmonín – 12. května 1981 Reiteregg)
- Marie Kristýna (26. června 1895 Úmonín – 25. listopadu 1979 Klínec u Prahy)
- Alžběta Marie (30. ledna 1898 Řitka – 9. listopadu 1983 Praha) sňatek 26. června 1920, Řitka, manžel kpt. Josef Pospíšil (8. března 1890 Sarajevo – 8. února 1923 Neředín u Olomouce)
- Margareta Josefa (26. října 1899 Řitka – 10. června 1944 Řitka) místo a datum sňatku neznámé, manžel Sergej Jaroševský (2. února 1899 – 20. srpna 1973)
- Jana Žofie (5. srpna 1901 Řitka – 7. listopadu 1982 Praha)